# آلیس در سرزمین مرزی
آلیس در سرزمین مرزی (ژاپنی: 今際の国のアリス هپبورن: Imawa no Kuni no Arisu) (انگلیسی: Alice in Borderland) یک مجموعه مانگای دلهره‌آور ژاپنی به نویسندگی و تصویرگری هارو آسو است. از نوامبر ۲۰۱۰ تا مارس ۲۰۱۵ به صورت سریالی‌شده از مجلهٔ شونن ساندی اس شوگاکوکان منتشر شد، بعد از آن از آوریل ۲۰۱۵، به مجلهٔ شونن ساندی هفتگی منتقل شد. فصل‌های آن در هجده جلد تانکوبون جمع‌آوری شد. آلیس در سرزمین مرزی در یک اووی‌ای سه قسمتی اقتباس شد که از اکتبر ۲۰۱۴ تا فوریه ۲۰۱۵ منتشر شد. یک مجموعهٔ لایو اکشن تولید شده توسط نتفلیکس و کارگردانی شینسوکه ساتو در دسامبر ۲۰۲۰ در سراسر جهان پخش شد.

## شخصیت‌ها

### اصلی
ریوهی آریسو (有栖 良平 Arisu Ryōhei)
صداگذاری شده توسط: یوشیماسا هوسویا
یک مرد ۲۴ ساله که شدیداً عاشق بازی ویدیویی است. او به صورت شبانه‌روزی مشغول همین کار است و خانواده‌اش که افراد موفقی هستند، بابت این موضوع او را سرزنش می‌کنند.
یوزوها اوساگی (宇佐木 柚葉 Usagi Yuzuha)
صداگذاری شده توسط: میناکو موتوبوکی
دختر کوهنوردی که مدت کوتاهی پس از مرگ پدرش به شهر خالی توکیو منتقل شد. اوساگی مدت کوتاهی پس از مرگ دوستان آریسو با او همراه می‌شود.
دایکیچی کاروبه (苅部 大吉 Karibe Daikichi)
صداگذاری شده توسط: تاتسوهیسا سوزوکی
چوتا سِگاوا (勢川 張太 Segawa Chōta)
صداگذاری شده توسط: تسوباسا یوناگا
سائوری شیبوکی (紫吹 小織 Shibuki Saori)
صداگذاری شده توسط: ماآیا ساکاموتو
شونتارو چیشیا (苣屋 駿太郎 Chishiya Shuntarō)
هیکاری کواینا (水鶏 光 Kuina Hikari)